# Sisikon
Sisikon é uma comuna da Suíça, no Cantão Uri, com cerca de 364 habitantes. Estende-se por uma área de 16,29 km², de densidade populacional de 22 hab/km². Confina com as seguintes comunas: Bauen, Bürglen, Flüelen, Morschach (SZ), Riemenstalden (SZ), Seelisberg.
A língua oficial nesta comuna é o Alemão.